# Connecticut College
Das Connecticut College (kurz: ConnColl) ist eine private Hochschule in New London, Connecticut, Vereinigte Staaten. Es wurde 1911 gegründet und gehört mit knapp 2000 Studierenden sowie ca. 180 Vollzeitprofessoren zu den bekannteren Colleges in Neuengland. Bis 1969 wurde die Einrichtung nur von Schülerinnen besucht. Etwa 40 Hauptfächer von Afrikanistik bis Zoologie können mit einem Undergraduate-Abschluss studiert werden. Zahlreiche hohe Spenden erlaubten den Aufbau eines Arts Center, eines großen Sportzentrums und naturwissenschaftlicher Forschungsmöglichkeiten. Ein Schwerpunkt ist der Bereich der Umweltstudien.
Präsident ist Leo I. Higdon Jr., ab 1. Januar 2014 übernimmt Katherine Bergeron das Amt.

## Bekannte Hochschullehrer
- Melba Phillips (1907–2004), Physikerin
- Ernest C. Schlesinger (1925–2008), Mathematiker
- William Meredith (1919–2007), Dichter
- Jane Tompkins (* 1940), Literaturwissenschaftlerin

## Bekannte Absolventen
- David Grann (* 1967), Schriftsteller und Journalist
- David Haussler (* 1953), Bioinformatiker
- Marcia Tucker (1940–2006), Gründerin des New Museum of Contemporary Art und Kuratorin am Whitney Museum of American Art